# William B. Lenoir
William Benjamin "Bill" Lenoir, född 14 mars 1939 i Miami, Florida, död 28 augusti 2010, var en amerikansk astronaut, uttagen i astronautgrupp 6 den 4 augusti 1967.

## Rymdfärder
STS-5